# Christine Anu
Christine Anu (Austrália, 1970) é uma cantora austráliana. Descendente de Torres Strait Islander,  viveu com seus cinco irmãos e irmãs e dezessete primos em uma mesma casa.

## Carreira Musical
Descente dos indígenas da ilha de Saibai e da ilha de Mabuiag, Anu começou a sua carreira artística como uma dançarina. A partir dai começou cantar nos vocais para The Rainmakers, incluindo para Neil Murray da Warumpi Band.
Gravou em 1993 "Last Train", uma  dance da música remake de Paul Kelly.  Em seguida, "Monkey and the Turtle", baseada em contos tradicionais da região.  Após "My Island Home", ela lançou seu primeiro álbum, Stylin' Up que reuniu alguns dos seus maiores sucessos, especialmente "Party" de estilo dance, e também ganhou a sua posição como porta-voz dos Aborígines.
Em 1995, Neil Murray ganhou um prêmio de canção Australasian Performing Right Association por fazer "My Island Home". Christine Anu ganhou um prêmio ARIA por melhor interpretação artística bem como um prêmio em 1996 Deadly Sounds National Aboriginal & Islander Music Awards por melhor artista feminina.
Baz Luhrmann pediu a ela para cantar a canção "Now Until The Break Of Day" em seu álbum Something for Everybody . A música e o vídeo ganharam outro prêmio ARIA.
Levou cinco anos para  Stylin' Up ser lançado; Come My Way foi sua premeire como atriz. A música "Sunshine On A Rainy Day" esteve na décima terceira posição dos mais ouvidos na Austrália.
Em 2000 ela cantou a canção "My Island Home" no encerramento das olimpíadas de verão de 2000 em Sydney.

## Carreira artística como Atriz de TV e Cinema
Christine Anu também teve uma notável carreira na TV. Ela contracenou em Dating The Enemy, um filme Australiano de 1996 com Guy Pearce e Claudia Karvan. Ele então apareceu na versão australiana de Little Shop Of Horrors no mesmo ano.
A carreira de Anu cresceu com seu estrelato em um papel de Rent em 1998 e 1999. Seu envolvimento com Baz Luhrmann levou-a a oferecer a ela uma parte em Moulin Rouge!. Em 2003, ela apareceu como Kali em The Matrix Reloaded e interpretou um personagem no vídeo game Enter The Matrix.
Em 2004, ela se tornou uma juíza do show Popstars Live, uma transmissão da televisão rede sete as 6:30 da tarde de domingo na Austrália Na linha de shows de American Idol. O programa não conseguiu um bom nível do sucesso na rede o que levou os executivos a exercerem pressão sobre os juízes para fazerem críticas mais áspera aos competidores. Christine Anu recusou fazer críticas mais ásperas, o que levou a sua renúncia como juiz em abril 2004. Em uma nota emitida na sua saída, disse: “Eu escolhi interpretar um modelo positivo para este papel e quis incentivar estes jovens em seus esforços, melhor que criticá-los. Embora deixar Popstars Live é uma decisão difícil se fazer, eu me sinto aliviada, pois agora eu posso focalizar em minha carreira música.”
Anu é mãe de duas crianças - Kuiam (nascido em 1996) e Zipporah Mary (nascida em 2002).

## Discografia
- Stylin Up (1995)

Singles: Monkey & the Turtle, Come On, Island Home, Party
- Come My Way (2000)

Singles: Sunshine on a Rainy Day, Jump To Love, 'Coz I'm Free
- 45 Degrees (2003)

Singles: Talk About Love

## Atriz
- Dating The Enemy (1996)
- Little Shop of Horrors (1997)
- Rent (1998-99)
- Moulin Rouge! (2001)
- The Matrix Reloaded (2003)
- Enter The Matrix (2003)
- Popstars Live (2004)
- Play School (2004)